# بيثنتي أليكساندري
بيثنتي بيو مارثلينو ثيريلو أليكساندري (بالإسبانية: Vicente Aleixandre) شاعر إسباني من جيل السبعة والعشرين ولد في إشبيلية، 26 أبريل 1898.
أُختيرَ كأكاديمي في دورة اليوم الثلاثون من شهر يونيو 1949، كما التحق بالأكاديمية الملكية الإسبانية في الثاني والعشرين من يناير 1950. حاز على الجائزة الدولية للأدب عام 1933 لكتابه الدمار أو الحب، وجائزة في النقد عام 1963 في مجال العظمة. وفي عام 1969 قصائد من الكمال، وجائزة نوبل في الأدب 1977. وتوفي في مدريد، 14 ديسمبر 1984.

## السيرة الذاتية
بيثنتي أليكساندري هو ابن لأحد العائلات ذات الأصل البرجوازي في إسبانيا. كان والده مهندس في السكة الحديدية. ولد بيثنتي في إشبيلية ولكنه عاش طفولته في مالقة حيث درس مع الكاتب إميليو برادوس.
انتقل إلى مدريد حيث حضًر دراسات في كل من كليتا الحقوق والتجارة. تخرج من كلية الحقوق في عام 1919 وحصل على لقب رئيس بلدية التجاريين. عمل كأستاذ للقانون التجاري من 1920 حتى 1922 في كلية التجارة.
تعرَّف على داماسو ألونسو عام 1917 في لاس ناباس ديلماركيس - وهو المكان الذي كان يقضي فيه الصيف -، هذا التواصل كان اكتشافاً لكل من : روبن داريُّو وأنطونيو ماتشادو وخوان رامون خيمينث، ومن هنا بدأت علاقته العميقة بالشعر.
بدأت صحته في التدهوُر عام 1922. وفي عام 1925 عَرِفَ أنه مريض بالتهاب الكُلى السُّلِّي حيث انتهى بإجرائه لعملية إزالة إحدى كليتيه عام 1932.
نشر أولى أشعاره في لا ريبيسْتا دي أُكْسيدِنتي عام 1926. كما كان على اتصال بكلٍّ من : لويس ثيرنودا ومانويل ألتولاجيرِي ورافائيل ألبرتي وفيديريكو غارثيا لوركا.
أخفى طوال حياته ميوله للجنسية المثلية. وفي الثلاثينيات، تعرَّف على أندريس أثيرو وبدءا قصة حب شديدة، ولكنها انتهت بِنَفي أندريس إلى المكسيك بعد الحرب الأهلية.
وكما قالت مولينا فوبكس عنه : كان ألكسندري قادراً على التحكم بحالته للجنسية المثلية حتى لا يؤذي عائلته وخاصة أخته، ولكنه قال لي قبل وفاته أنها ليست مشكلة بالنسبة له إن عرِفَت أخته الحقيقة، معتبِراً أنَّ هذه ليست إهانةً له.
لم يتم نفيه بعد الحرب الأهلية على الرغم من أفكاره اليسارية بل ظَلَّ في إسبانيا حتى أصبح أحد أكبر الشعراء الشباب.
توفي 13/ديسمبر/1984، على الرغم من أن المتعارف عليه أن يوم وفاته هو 14، ولكنه في الحقيقة توفي يوم 13 في الساعة الواحدة والنصف بعد منتصف الليل.

## الشعر
يعرض شعره عدة مراحل : مرحلة النقاء والسريالية ومحورية الإنسان والمرحلة القديمة.

### مرحلة النقاء
نُشِرَ كتابه الأول أمْبيتو في مالقة 1928 والذي تم تجميعه في الفترة ما بين 1924 و1927. يُعد الكتاب عمل أوَّلي لكاتِب لم يُذاع صيته بعد. سيطر على هذه المرحلة طابع الأبيات القصيرة ذات السجع وجماليات الشعر النقي الذي امتاز به خوان رامون وجيلينا. بالإضافة إلى أصداء الشعر الكلاسيكي الإسباني في فترة العصر الذهبي، خاصةً فيما يتعلق بـفراي لويس دي ليون وجونجرا.

### الشعر السريالي
في غضون السنوات ما بين 1928 و 1932 حدث تغيير كلي في تصوُّر بيثنتي للشعر، مُستَلهِماً ممن سبقوه في السريالية وخاصة من آرثر رامبو ولوتريامون وكذلك فرويد.
وتُأْخَذ على أنها تعبير للشعر النثري قصيدته: عاطفة الأرض 1935، ويظهر الشعر الحُرْ في ثلاثة من قصائده وهم: سيوف كالشفاه عام 1932 والدمار أو الحب عام 1932 وظِلْ الجَنَّة عام 1944. إن نهج هذه الأشعار غير عقلاني، فقد اقترب التعبير من الكتابة التلقائية مما أدى إلى عدم قبولها كعقيدة نؤمن بها، فالشاعر يحتفل بالحب كقوة طبيعية بدون أية سيطرة حيث تقضي على كل الحدود الإنسانية، وينتقد الاتفاقيات التي يحاول المجتمع إلقاء القبض عليها.

### محورية الإنسان
بعد الحرب، تغيَّرَت أعماله مقترِبَةً من المخاوف السائدة في الشعر الاجتماعي، ويظهر تضامنه في معالجة حياة الرجل العادي ومعاناته وأوهامه وكل ذلك باستخدامه لإسلوب سهل وبسيط. ويُعَدْ كُلٍّ من كتابيه : تاريخ القلب 1954 وفي مجال العظمة 1962 من الكُتٌب الأساسية في تلك الفترة.

### المرحلة القديمة
استخدام الشاعر مرة أخرى لِإسلوبه الغير عقلاني يتضح في هذه المرحلة خاصةً في كتبه الأخيرة مثل : قصائد من الكمال 1968 وحوارات المعرفة 1974، وذلك لتجربته مع الشيخوخة واقترابه من الموت حتى وإن كان ذلك في شكل مُكَرَّرْ للغاية وهادئ. بالإضافة إلى هذين الكتابين اللذان تم نشرهما خلال حياة الكاتب، يمكننا إضافة كتاب ثالث لهما وهو : في ليلة عظيمة حيث نُشِر عام 1991 بعد وفاته، وهو على نفس النهج الميتافيزيقي للكِتابَين السَّابق ذكرهما.

### كتب في الشعر
| - الأجواء، مالقة 1928. - سيوف كالشِّفاه 1932. - الدَّمار أو الحب 1935 (جائزة دولية في الأدب 1933). - عاطفة الأرض، المكسيك، خيالية 1935 (الطبعة الثانية: مدريد، أدونايس 1946). - خيال الجَنَّة 1944. - في موت ميجيل إرنانديث، سُرقسطة (مُفكِّرَة الساعات المحددة 1948). - العالم وحده 1950. - قصائد الجنة، مالقة، تيَّار الملائكة 1952. - الميلاد الأخير 1953. - تاريخ القلب 1954. - مدينة الجنة، مالقة، داردو، 1960. - قصائد كاملة 1960 (طبعة المؤلف الأصلي وأرتورو ديلأويو). - في مجال العظمة، ريبيستا دي أوكسيدينتي، 1962 (جائزة في النقد). - صور باسم 1965. | - أعمال مكتملة 1968. - قصائد من الكمال 1968 (جائزة في النقد). - شعر سيريالي 1971. - صوت الحرب، بلينسة، أونتانار، 1971. - حوارات المعرفة 1974. - ثلاث قصائد بأسماء مستعارة، مالقة، 1984. - عدة قصائد جديدة 1987 (طبعة مجمعة من : أليخاندرو دوكي أموسكو وإرما إميليوزي). - نثر مصطصلح 1987 (طبعة: أليخاندرو دوكي أموسكو). - ألبوم: أبيات الشباب (مع داماسو ألونسو وأخرى ن) 1993. - في الليلة الكبيرة، الأشعار الأخيرة 1991 (طبعة : كارلوس بووسونيو وأليخاندرو دوكي أموسكو). - النثر: الاجتماعات، التداعيات ووجهات النظر 1998 (طبعة: أليخاندرو دوكي أموسكو). - أشعار كاملة 2001 (طبعة: أليخاندرو دوكي أموسكو). - أشعار كاملة 2002 (طبعة: أليخاندرو دوكي أموسكو). |  |

## مقالات وكتابات
- الاجتماعات (مجلة الشرق، يونيو 1963).
- التوافق مع جيل السبعة والعشرين (1928 _ 1984).